# World Golf Village, Florida
World Golf Village är en ort (CDP) i St. Johns County, i delstaten Florida, USA. Enligt United States Census Bureau har orten en folkmängd på 12 310 invånare (2010) och en landarea på 69,6 km².